# Louis Domingue
Louis Boileau-Domingue, född 6 mars 1992, är en kanadensisk professionell ishockeymålvakt som spelar för New York Rangers i NHL.
Han har tidigare spelat på NHL-nivå för Pittsburgh Penguins, Calgary Flames, Vancouver Canucks, New Jersey Devils, Tampa Bay Lightning och Arizona Coyotes och på lägre nivåer för Wilkes-Barre/Scranton Penguins, Stockton Heat, Binghamton Devils, Syracuse Crunch, Springfield Falcons och Portland Pirates i AHL, Gwinnett Gladiators i ECHL och Moncton Wildcats och Remparts de Québec i LHJMQ.

## Klubblagskarriär

### NHL

#### Arizona Coyotes
Domingue draftades i femte rundan i 2010 års draft av Phoenix Coyotes som 138:e spelare totalt.

#### Tampa Bay Lightning
14 november 2017 blev han tradad av Coyotes till Tampa Bay Lightning i utbyte mot Michael Leighton och Tye McGinn.
Han skrev på en tvåårig kontraktsförlängning värd 2,3 miljoner dollar med Lightning den 22 juni 2018.

## Statistik
M = Matcher, V = Vinster, F = Förluster, O = Oavgjorda, ÖF = Förluster på övertid eller straffar, MIN = Spelade minuter, IM = Insläppta Mål, N = Hållit nollan, GIM = Genomsnitt insläppta mål per match, R% = Räddningsprocent

### Grundserie
| Källa: Uppdaterad: 2018-06-24 | Källa: Uppdaterad: 2018-06-24 | Källa: Uppdaterad: 2018-06-24 | Källa: Uppdaterad: 2018-06-24 | Källa: Uppdaterad: 2018-06-24 | Källa: Uppdaterad: 2018-06-24 | Källa: Uppdaterad: 2018-06-24 | Källa: Uppdaterad: 2018-06-24 | Källa: Uppdaterad: 2018-06-24 | Källa: Uppdaterad: 2018-06-24 | Källa: Uppdaterad: 2018-06-24 | Källa: Uppdaterad: 2018-06-24 | Källa: Uppdaterad: 2018-06-24 |  |
| Säsong                        | Lag                           | Liga                          | M                             | V                             | F                             | O                             | ÖF                            | MIN                           | IM                            | N                             | GIM                           | R%                            |  |
| ----------------------------- | ----------------------------- | ----------------------------- | ----------------------------- | ----------------------------- | ----------------------------- | ----------------------------- | ----------------------------- | ----------------------------- | ----------------------------- | ----------------------------- | ----------------------------- | ----------------------------- |  |
| 2007–2008                     | Lions du Lac St-Louis         | MAAA                          | 35                            | 22                            | 9                             | 0                             | —                             | 1732                          | 90                            | 2                             | 3.12                          | —                             |  |
| 2008–2009                     | Moncton Wildcats              | LHJMQ                         | 12                            | 5                             | 5                             | —                             | —                             | 621                           | 26                            | 0                             | 2.51                          | .924                          |  |
| 2009–2010                     | Moncton Wildcats              | LHJMQ                         | 22                            | 11                            | 9                             | 0                             | —                             | 1195                          | 56                            | 1                             | 2.81                          | .902                          |  |
|                               | Remparts de Québec            | LHJMQ                         | 19                            | 9                             | 8                             | 0                             | —                             | 1017                          | 43                            | 2                             | 2.54                          | .910                          |  |
| 2010–2011                     | Remparts de Québec            | LHJMQ                         | 57                            | 37                            | 12                            | 3                             | —                             | 3033                          | 134                           | 2                             | 2.65                          | .898                          |  |
| 2011–2012                     | Remparts de Québec            | LHJMQ                         | 39                            | 23                            | 8                             | 4                             | —                             | 2162                          | 94                            | 4                             | 2.61                          | .914                          |  |
| 2012–2013                     | Gwinnett Gladiators           | ECHL                          | 34                            | 23                            | 9                             | 2                             | —                             | 2051                          | 92                            | 3                             | 2.69                          | .904                          |  |
|                               | Portland Pirates              | AHL                           | 2                             | 1                             | 0                             | 0                             | —                             | 100                           | 4                             | 0                             | 2.40                          | .931                          |  |
| 2013–2014                     | Portland Pirates              | AHL                           | 36                            | 9                             | 18                            | 2                             | —                             | 1783                          | 108                           | 1                             | 3.63                          | .890                          |  |
|                               | Gwinnett Gladiators           | ECHL                          | 7                             | 1                             | 3                             | 2                             | —                             | 388                           | 13                            | 1                             | 2.01                          | .939                          |  |
| 2014–2015                     | Arizona Coyotes               | NHL                           | 7                             | 1                             | 2                             | 1                             | 0                             | 308                           | 14                            | 0                             | 2.73                          | .911                          |  |
|                               | Portland Pirates              | AHL                           | 20                            | 8                             | 4                             | 1                             | —                             | 750                           | 30                            | 0                             | 2.68                          | .908                          |  |
|                               | Gwinnett Gladiators           | ECHL                          | 2                             | 1                             | 1                             | 0                             | —                             | 119                           | 2                             | 1                             | 1.01                          | .958                          |  |
| 2015–2016                     | Arizona Coyotes               | NHL                           | 39                            | 15                            | 18                            | 4                             | 0                             | 2188                          | 101                           | 2                             | 2.75                          | .912                          |  |
|                               |                               |                               |                               |                               |                               |                               |                               |                               |                               |                               |                               |                               |  |
|                               | Springfield Falcons           | AHL                           | 13                            | 6                             | 6                             | 1                             | 0                             | 778                           | 33                            | 1                             | 2.55                          | .919                          |  |
|                               |                               |                               |                               |                               |                               |                               |                               |                               |                               |                               |                               |                               |  |
| 2016–2017                     | Arizona Coyotes               | NHL                           | 31                            | 11                            | 15                            | 1                             | 0                             | 1599                          | 82                            | 0                             | 3.08                          | .908                          |  |
|                               |                               |                               |                               |                               |                               |                               |                               |                               |                               |                               |                               |                               |  |
| 2017–2018                     | Arizona Coyotes               | NHL                           | 7                             | 0                             | 6                             | 0                             | 0                             | 388                           | 28                            | 0                             | 4.33                          | .856                          |  |
|                               |                               |                               |                               |                               |                               |                               |                               |                               |                               |                               |                               |                               |  |
|                               | Syracuse Crunch               | AHL                           | 18                            | 13                            | 5                             | 0                             | 0                             | 1077                          | 39                            | 2                             | 2.17                          | .919                          |  |
|                               |                               |                               |                               |                               |                               |                               |                               |                               |                               |                               |                               |                               |  |
|                               | Tampa Bay Lightning           | NHL                           | 12                            | 7                             | 3                             | 1                             | 0                             | 686                           | 33                            | 0                             | 2.89                          | .914                          |  |
|                               |                               |                               |                               |                               |                               |                               |                               |                               |                               |                               |                               |                               |  |
| NHL totalt                    | NHL totalt                    | NHL totalt                    | 96                            | 34                            | 44                            | 8                             | 0                             | 5187                          | 258                           | 2                             | 2.98                          | .907                          |  |
| AHL totalt                    | AHL totalt                    | AHL totalt                    | 51                            | 18                            | 22                            | 3                             | —                             | 2633                          | 142                           | 1                             | 2.81                          | .914                          |  |
| ECHL totalt                   | ECHL totalt                   | ECHL totalt                   | 43                            | 25                            | 13                            | 4                             | —                             | 2558                          | 107                           | 5                             | 1.90                          | .933                          |  |
| LHJMQ totalt                  | LHJMQ totalt                  | LHJMQ totalt                  | 149                           | 85                            | 42                            | 7                             | —                             | 8028                          | 353                           | 9                             | 2.62                          | .909                          |  |

### Slutspel
| Källa:       | Källa:                | Källa:       | Källa: | Källa: | Källa: | Källa: | Källa: | Källa: | Källa: | Källa: |  |
| Säsong       | Lag                   | Liga         | M      | V      | F      | MIN    | IM     | N      | GIM    | R%     |  |
| ------------ | --------------------- | ------------ | ------ | ------ | ------ | ------ | ------ | ------ | ------ | ------ |  |
| 2007–2008    | Lions du Lac St-Louis | MAAA         | 13     | 8      | 2      | 761    | 33     | 1      | 2.60   | —      |  |
| 2009–2010    | Remparts de Québec    | LHJMQ        | 9      | 3      | 5      | 455    | 33     | 0      | 4.35   | .863   |  |
| 2010–2011    | Remparts de Québec    | LHJMQ        | 18     | 11     | 6      | 996    | 41     | 1      | 2.47   | .913   |  |
| 2011–2012    | Remparts de Québec    | LHJMQ        | 11     | 7      | 4      | 679    | 30     | 0      | 2.65   | .897   |  |
| 2012–2013    | Gwinnett Gladiators   | ECHL         | 10     | 6      | 4      | 619    | 23     | 2      | 2.23   | .926   |  |
| 2017–2018    | Tampa Bay Lightning   | NHL          | 1      | 0      | 0      | 19     | 0      | 0      | 0.00   | 1.00   |  |
| NHL totalt   | NHL totalt            | NHL totalt   | 1      | 0      | 0      | 19     | 0      | 0      | 0.00   | 1.00   |  |
| ECHL totalt  | ECHL totalt           | ECHL totalt  | 10     | 6      | 4      | 619    | 23     | 2      | 2.23   | .926   |  |
| LHJMQ totalt | LHJMQ totalt          | LHJMQ totalt | 38     | 21     | 15     | 2130   | 104    | 1      | 3.15   | .891   |  |